# Bahnstrecke Striberg–Degerfors
| Bahnhof Vikersvik (1930er Jahre) |                                |                                                          |                                                          |
| Streckennummer: | WMJ                            |                                                          |                                                          |
| Streckenlänge: | 54,5 km                        |                                                          |                                                          |
| Spurweite: | 802 mm (Schmalspur (Schweden)) |                                                          |                                                          |
| |                                |                                                          |                                                          |
| \| \| \| Bahnstrecke Striberg–Grängen von Grängen (ab 1887) \| \| \| \| \| Striberg (Normalspur ab 1907) \| \| \| \| \| Nora–Karlskoga Järnväg nach Gyttorp (Normalspur ab 1907) \| \| \| \| \| Striberg övre \| \| \| \| \| Fogdhyttan \| \| \| \| \| Rödberg \| \| \| \| \| Nora–Karlskoga Järnväg von Nora \| \| \| \| \| Vikersvik \| \| \| \| \| Nora–Karlskoga Järnväg nach Karlskoga \| \| \| \| \| Skrikarhyttan \| \| \| \| \| Dalkarlsberg \| \| \| \| \| Rösimmen \| \| \| \| \| Snöbergshyttan \| \| \| \| \| Immetorp[1] \| \| \| \| \| Normalspurstrecke von Bofors (ab 1. Juli 1907)[2] \| \| \| \| \| Valåsen \| \| \| \| \| Värmlandsbanan von Kil \| \| \| \| \| Degerfors \| \| \| \| \| Värmlandsbanan nach Laxå \| \| \| \| \| \| \| \| Quellen: [3] \| \| \| \| |                                |                                                          |                                                          |
| Strecke (außer Betrieb) |                                | Bahnstrecke Striberg–Grängen von Grängen (ab 1887)       | Bahnstrecke Striberg–Grängen von Grängen (ab 1887)       |
| Bahnhof (Strecke außer Betrieb) |                                | Striberg (Normalspur ab 1907)                            | Striberg (Normalspur ab 1907)                            |
| Abzweig geradeaus, nach links und von links (Strecke außer Betrieb) |                                | Nora–Karlskoga Järnväg nach Gyttorp (Normalspur ab 1907) | Nora–Karlskoga Järnväg nach Gyttorp (Normalspur ab 1907) |
| Bahnhof (Strecke außer Betrieb) |                                | Striberg övre                                            | Striberg övre                                            |
| Bahnhof (Strecke außer Betrieb) |                                | Fogdhyttan                                               | Fogdhyttan                                               |
| Haltepunkt / Haltestelle (Strecke außer Betrieb) |                                | Rödberg                                                  | Rödberg                                                  |
| Abzweig ehemals geradeaus und von links |                                | Nora–Karlskoga Järnväg von Nora                          | Nora–Karlskoga Järnväg von Nora                          |
| Bahnhof |                                | Vikersvik                                                | Vikersvik                                                |
| Abzweig ehemals geradeaus und nach rechts |                                | Nora–Karlskoga Järnväg nach Karlskoga                    | Nora–Karlskoga Järnväg nach Karlskoga                    |
| Haltepunkt / Haltestelle (Strecke außer Betrieb) |                                | Skrikarhyttan                                            | Skrikarhyttan                                            |
| Bahnhof (Strecke außer Betrieb) |                                | Dalkarlsberg                                             | Dalkarlsberg                                             |
| Haltepunkt / Haltestelle (Strecke außer Betrieb) |                                | Rösimmen                                                 | Rösimmen                                                 |
| Bahnhof (Strecke außer Betrieb) |                                | Snöbergshyttan                                           | Snöbergshyttan                                           |
| Haltepunkt / Haltestelle (Strecke außer Betrieb) |                                | Immetorp                                                 | Immetorp                                                 |
| Abzweig geradeaus und von rechts (Strecke außer Betrieb) |                                | Normalspurstrecke von Bofors (ab 1. Juli 1907)           | Normalspurstrecke von Bofors (ab 1. Juli 1907)           |
| Bahnhof (Strecke außer Betrieb) |                                | Valåsen                                                  | Valåsen                                                  |
| Abzweig ehemals geradeaus und von rechts |                                | Värmlandsbanan von Kil                                   | Värmlandsbanan von Kil                                   |
| Bahnhof |                                | Degerfors                                                | Degerfors                                                |
| Strecke |                                | Värmlandsbanan nach Laxå                                 | Värmlandsbanan nach Laxå                                 |
| |                                |                                                          |                                                          |
| Quellen: |                                |                                                          |                                                          |

Die Bahnstrecke Striberg–Degerfors (Vikern–Möckelns Järnväg (WMJ)) war eine schmalspurige schwedische Eisenbahnstrecke. Sie wurde von der Vikern-Möckelns järnvägsaktiebolag zwischen Striberg und Degerfors in Bergslagen erbaut. Ihren Namen erhielt sie nach den beiden Seen Vikern (früher: Wikern) und Möckeln an den Streckenenden. Die Strecke schloss in Striberg an die Bahnstrecke Striberg–Grängen an.

## Geschichte
Die älteste Schmalspurbahn, die im Laufe der Zeit zu den Bahnstrecken der Nora Bergslags järnvägsaktiebolag gehörte, war Vikern–Möckelns järnväg.
Die Strecke begann in Striberg, führt am Westufer des Sees Vikern nach Vikersvik, wo sie niveaugleich die Nora–Karlskoga järnväg kreuzte, die ebenfalls von Striberg ausging. Diese führte jedoch am Ostufer des Vikern entlang. Nach der Kreuzung in Vikersvik führten die beiden Strecken im Abstand zwischen 2,5 und 7 Kilometer voneinander zum See Möckeln. Diesem folgten sie auf beiden Seiten bis zur  Nordvästra stambanan, wo die WMJ in Degerfors und die NKJ in Karlskoga (Strömtorp), 3 Kilometer von Degerfors entfernt, anschloss.
Die beiden Strecken bildeten ursprünglich eine längliche Acht. Sie erhielten die Konzession etwa zur gleichen Zeit und wurden etwa zur gleichen Zeit gebaut. Grund dafür waren die starken, unterschiedlichen Interessen der Nutzer, von denen jeder eine Bahnstrecke in seinem Ort haben wollte. Sie waren so stark und unabhängig, dass sie zur gleichen Zeit Strecken bauen konnten, dazu noch in unterschiedlichen Spurweiten. Dass es zudem Konzession für beide Unternehmen gab, zeigt, wie die damaligen Behörden den Bahnbau in Schweden förderten.

## Vikern-Möckelns järnvägsaktiebolag
Vertreter einer Reihe von Firmen sowie die Dalkarlsbergs aktiebolag konstituierten am 26. Januar 1871 Vikern-Möckelns järnvägsaktiebolag. Dabei wurde unter anderem beschlossen, die Bahn in der Spurweite von 802 mm zu bauen.
Zunächst war vorgesehen, dass die Bahn nur zwischen den Seen, die dem Unternehmen seinen Namen gaben, gebaut wird. Die Konzession wurde am 28. Juli 1871 nur für die Strecke Valåsen–Vikersvik erteilt. Später  wurde bekannt, dass Nora-Karlskoga järnväg seine Strecke von Karlskoga kyrkoby nach Strömtorp und von Gyttorp nach Striberg erweitert werden sollte. Daraufhin entschied Vikern-Möckelns järnvägsaktiebolag, seine Strecke von Valåsen nach Degerfors nach Süden und von Vikersvik nach Striberg im Norden zu verlängern. Die Konzession wurde am 18. September 1871 erteilt.
Am 24. September 1872 konnte zwischen Degerfors und Dalkarlsberg der provisorische Güterverkehr aufgenommen werden. Am 15. Juli 1873 erfolgte die provisorische Erweiterung zwischen Dalkarlsberg und Striberg im Güterverkehr. Im Dezember 1875 begann der provisorische Personenverkehr auf der 54,5 km lange Strecke und am 4. Juli 1876 wurde sie für den allgemeinen Verkehr offiziell eröffnet. Sie kostete 1.313.376 Kronen, davon waren 544,250 Kronen durch Aktien und 550.000 Kronen durch eine Anleihe gedeckt. Der Rest bestand aus kurzfristigen Darlehen. Die verwendeten Schienen hatten ein Metergewicht von zwölf Kilogramm pro Meter.
In den ersten drei Jahren ihres Bestehens nach der Verkehrsfreigabe konnte das Unternehmen sechs Prozent Dividende für 1874 bis 1876 vergeben. Danach überwogen die Schulden und es gab keine Dividende mehr. In den folgenden Jahren wurden anstelle der Dividendenzahlung Kredite abbezahlt.
An Fahrzeugen waren 1878 drei zweiachsige Personenwagen und 131 zweiachsige Güterwagen vorhanden. Zur Zugförderung wurden drei Dampflokomotiven beschafft:
| Nummer | Name           | Bauart    | Achsfolge | Hersteller                                     | Fabr.-Nr./ Baujahr | Besonderes                                             |
| ------ | -------------- | --------- | --------- | ---------------------------------------------- | ------------------ | ------------------------------------------------------ |
| 1      | DEGERFORS      | Tenderlok | C 2 t     | Kristinehamns Mekaniska Verkstad, Kristinehamn | 4 1872             | 1907 an Gulsmedshyttan Gullblanka 1, 1956 ausgemustert |
| 2      | DALKARLSBERGET | Tenderlok | C 2 t     | Kristinehamns Mekaniska Verkstad, Kristinehamn | 5 1872             | 1907 an Gulsmedshyttan Gullblanka 2, 1956 ausgemustert |
| 3      | STRIBERGET     | Tenderlok | C 2 t     | Kristinehamns Mekaniska Verkstad, Kristinehamn | 7 1873             | 1953 abgestellt, 1956 ausgemustert                     |

Ab 1887 übernahm die Vikern-Möckelns järnvägsaktiebolag die Betriebsführung der Bahnstrecke Striberg–Grängen der Striberg-Grängen järnvägsaktiebolag sowie deren einzige Dampflokomotive.

## Bredsjö–Degerfors Järnväg
1893 beantragte Nora-Karlskoga Järnvägsaktiebolag, die Bahnstrecke Striberg–Degerfors der Vikern-Möckelns järnvägsaktiebolag, die Bahnstrecke Striberg–Grängen der Striberg-Grängen järnvägsaktiebolag und die Bahnstrecke Bredsjö–Grängen der Bredsjö-Grängens trafikaktiebolag zu einer einzigen, 97 Kilometer langen Eisenbahnstrecke zu verschmelzen. Im November 1893 bewilligte der König die Fusion. Zum 20. April 1894 wurde die 97 km lange schmalspurige Bredsjö–Degerfors Järnväg (BDJ) gebildet.

## Dalkarlsbergs järnväg
Die Besitzer der beiden parallel verlaufenden Strecken führten einen ruinösen Wettbewerb gegeneinander. Die Folge war, dass beide Bahnen unter eine gemeinsame Verwaltung gestellt wurden. Am 12. August 1905 wurden die verschiedenen Verwaltungen in die neue Nora Bergslags järnvägsaktiebolag (NBJ) zusammengeführt, die danach mit Sanierung und Streckenbereinigung begann.
Es war Teil des Plans, die Strecke der Bredsjö-Degerfors järnväg teilweise aufzugeben und teilweise auf Normalspur umzubauen. Das sollte mit dem vier Kilometer langen Streckenabschnitt Dalkarlsberg–Vikersvik geschehen; der Name der Strecke sollte beibehalten werden. Der Grund für den Umbau war, dass es bedeutende Eisenerz-Minen bei Dalkarlsberg gab, die abseits der Verkehrswege lagen. Diese sollten mit einer guten Eisenbahnverbindung weiterhin mit dem Schienennetz verbunden bleiben.
Für die Nora-Karlskoga Järnväg war wünschenswert, ein vollständiges Streckennetz mit der gleichen Spurweite zu haben. Die Grubengesellschaft Dalkarlsberg musste für den Warenumschlag in Vikersvik bezahlen. So verhandelten das Bergbauunternehmen und die Eisenbahngesellschaft über einen Umbau auf Normalspur. Diese Verhandlungen gerieten ins Stocken. Nachdem das Bergbauunternehmen zum Umbau nichts beitragen wollte, blieb die Schmalspurstrecke erhalten. Ein weiterer Grund waren die schlechten Aussichten auf den Verkauf der Fahrzeuge der Bredsjö-Degerfors järnväg mit der seltenen Spurweite von 802 mm. Deshalb war es wirtschaftlich vorteilhaft, auf dem Streckenabschnitt Dalkarlsberg–Vikersvik die vorhandene Schmalspur zu belassen. Um die Umladekosten in Vikersvik zu vermindern, baute das Bergbauunternehmen eine große Verladeanlage mit einer Rampe. Vermutlich waren die Kosten für diese Baumaßnahme so hoch, dass es besser gewesen wäre, einen Beitrag für den Streckenumbau zu entrichten.
1907 wurde der Streckenabschnitt Striberg–Bredsjö der anschließenden Striberg–Grängens Järnväg auf Normalspur umgebaut. Die Abschnitte Striberg–Lerdalen und Degerfors–Dalkarlsberg wurden zum gleichen Zeitpunkt stillgelegt. Dalkarlsbergs Järnväg war nun noch 3,9 Kilometer lang. Der verbleibende, etwa 16 Kilometer lange Streckenabschnitt Dalkarlsberg–Vikersvik–Rödberg (–Lerdalen) wurde von NBJ als Industrie-Anschlussgleis und nur für einzelne Erztransporte verwendet.  Um 1930 wurde diese Strecke bis Röbergs gruva verkürzt.
1908 besaß Dalkarlsbergs Järnväg folgende Schienenfahrzeuge: drei Dampflokomotiven, einen Personenwagen, einen gedeckten und 55 offene Güterwagen. Die Fahrzeuge behielten die Signatur BDJ.
Die vorhandenen Lokomotiven waren:
| Nummer | Name | Bauart    | Achsfolge | Hersteller                              | Fabr.-Nr./ Baujahr | Besonderes |
| ------ | ---- | --------- | --------- | --------------------------------------- | ------------------ | --- |
| 5      |      | Tenderlok | 1 C t     | Nydqvist och Holm, Trollhättan          | 387 1894           | 1953 abgestellt, 1955 ausgemustert                                                                                       |
| 6      |      | Tenderlok | 1 C t     | Helsingborgs Mek. Verkstad, Helsingborg | 16 1899            | 1907 an Woxna-Lobonäs Järnväg (WLJ), Nr. WLJ 1; 1934 an Hällefors–Fredriksbergs Järnväg (HFJ), Nr. 9, 1957 ausgemustert  |
| 7      |      | Tenderlok | 1 C t     | Helsingborgs Mek. Verkstad, Helsingborg | 7 1900             | 1907 an Woxna–Lobonäs Järnväg (WLJ), Nr. WLJ 2; 1934 an Hällefors–Fredriksbergs Järnväg (HFJ), Nr. 10, 1959 ausgemustert |

Ab 1914 wurde auf der verbleibenden Strecke nur noch vermindert öffentlicher Verkehr durchgeführt. Ab 28. August 1932 fuhren die Personenzüge nur noch samstags, 1940 erfolgte die Einstellung des Personenverkehrs auf dem Abschnitt Vikersvik–Dalskarlsberg. 1953 endete der Güterverkehr und 1954 wurde die Strecke abgebaut.